# (55,27,13)-Blockplan
Der (55,27,13)-Blockplan ist ein spezieller symmetrischer Blockplan. Um ihn konstruieren zu können, musste dieses kombinatorische Problem gelöst werden: eine leere 55 × 55 - Matrix wurde so mit Einsen gefüllt, dass jede Zeile der Matrix genau 27 Einsen enthält und je zwei beliebige Zeilen genau 13 Einsen in der gleichen Spalte besitzen (nicht mehr und nicht weniger). Das klingt relativ einfach, ist aber nicht trivial zu lösen. Es gibt nur gewisse Kombinationen von Parametern (wie hier v = 55, k = 27, λ = 13), für die eine solche Konstruktion überhaupt machbar ist. In dieser Übersicht sind die kleinsten solcher (v,k,λ) aufgeführt.

## Bezeichnung
Dieser symmetrische 2-(55,27,13)-Blockplan wird Hadamard-Blockplan der Ordnung 14 genannt.

## Eigenschaften
Dieser symmetrische Blockplan hat die Parameter v = 55, k = 27, λ = 13 und damit folgende Eigenschaften:
- Er besteht aus 55 Blöcken und 55 Punkten.
- Jeder Block enthält genau 27 Punkte.
- Je 2 Blöcke schneiden sich in genau 13 Punkten.
- Jeder Punkt liegt auf genau 27 Blöcken.
- Je 2 Punkte sind durch genau 13 Blöcke verbunden.

## Existenz und Charakterisierung
Es existieren mindestens zwei nichtisomorphe 2-(55,27,13) - Blockpläne. Diese Lösungen sind: 
- Lösung 1 mit der Signatur 52·2, 2·26, 1·52. Sie enthält 1485 Ovale der Ordnung 2.
- Lösung 2 mit der Signatur 6·2, 1·4, 6·14, 6·18, 6·20, 6·27, 6·44, 6·49, 6·59, 6·78. Sie enthält 1485 Ovale der Ordnung 2.

## Liste der Blöcke
Hier sind alle Blöcke dieses Blockplans aufgelistet; zum Verständnis dieser Liste siehe diese Veranschaulichung
- Lösung 1

```
  1   2   4   5  10  11  13  16  18  19  24  25  27  28  29  30  32  33  38  39  41  44  46  47  52  53  55
  1   2   3   5   6  11  12  15  17  19  20  25  26  28  29  30  31  33  34  39  40  43  45  47  48  53  54
  2   3   4   6   7  12  13  16  18  20  21  26  27  28  30  31  32  34  35  40  41  44  46  48  49  54  55
  1   3   4   5   7   8  13  15  17  19  21  22  27  28  29  31  32  33  35  36  41  43  45  47  49  50  55
  1   2   4   5   6   8   9  15  16  18  20  22  23  28  29  30  32  33  34  36  37  43  44  46  48  50  51
  2   3   5   6   7   9  10  16  17  19  21  23  24  28  30  31  33  34  35  37  38  44  45  47  49  51  52
  3   4   6   7   8  10  11  17  18  20  22  24  25  28  31  32  34  35  36  38  39  45  46  48  50  52  53
  4   5   7   8   9  11  12  18  19  21  23  25  26  28  32  33  35  36  37  39  40  46  47  49  51  53  54
  5   6   8   9  10  12  13  19  20  22  24  26  27  28  33  34  36  37  38  40  41  47  48  50  52  54  55
  1   6   7   9  10  11  13  15  20  21  23  25  27  28  29  34  35  37  38  39  41  43  48  49  51  53  55
  1   2   7   8  10  11  12  15  16  21  22  24  26  28  29  30  35  36  38  39  40  43  44  49  50  52  54
  2   3   8   9  11  12  13  16  17  22  23  25  27  28  30  31  36  37  39  40  41  44  45  50  51  53  55
  1   3   4   9  10  12  13  15  17  18  23  24  26  28  29  31  32  37  38  40  41  43  45  46  51  52  54
 15  16  17  18  19  20  21  22  23  24  25  26  27  28  43  44  45  46  47  48  49  50  51  52  53  54  55
  2   4   5  10  11  13  14  17  20  21  22  23  26  28  30  32  33  38  39  41  42  45  48  49  50  51  54
  1   3   5   6  11  12  14  18  21  22  23  24  27  28  29  31  33  34  39  40  42  46  49  50  51  52  55
  2   4   6   7  12  13  14  15  19  22  23  24  25  28  30  32  34  35  40  41  42  43  47  50  51  52  53
  1   3   5   7   8  13  14  16  20  23  24  25  26  28  29  31  33  35  36  41  42  44  48  51  52  53  54
  1   2   4   6   8   9  14  17  21  24  25  26  27  28  29  30  32  34  36  37  42  45  49  52  53  54  55
  2   3   5   7   9  10  14  15  18  22  25  26  27  28  30  31  33  35  37  38  42  43  46  50  53  54  55
  3   4   6   8  10  11  14  15  16  19  23  26  27  28  31  32  34  36  38  39  42  43  44  47  51  54  55
  4   5   7   9  11  12  14  15  16  17  20  24  27  28  32  33  35  37  39  40  42  43  44  45  48  52  55
  5   6   8  10  12  13  14  15  16  17  18  21  25  28  33  34  36  38  40  41  42  43  44  45  46  49  53
  1   6   7   9  11  13  14  16  17  18  19  22  26  28  29  34  35  37  39  41  42  44  45  46  47  50  54
  1   2   7   8  10  12  14  17  18  19  20  23  27  28  29  30  35  36  38  40  42  45  46  47  48  51  55
  2   3   8   9  11  13  14  15  18  19  20  21  24  28  30  31  36  37  39  41  42  43  46  47  48  49  52
  1   3   4   9  10  12  14  16  19  20  21  22  25  28  29  31  32  37  38  40  42  44  47  48  49  50  53
  1   2   3   4   5   6   7   8   9  10  11  12  13  14  15  16  17  18  19  20  21  22  23  24  25  26  27
  1   2   4   5  10  11  13  16  18  19  24  25  27  31  34  35  36  37  40  42  43  45  48  49  50  51  54
  1   2   3   5   6  11  12  15  17  19  20  25  26  32  35  36  37  38  41  42  44  46  49  50  51  52  55
  2   3   4   6   7  12  13  16  18  20  21  26  27  29  33  36  37  38  39  42  43  45  47  50  51  52  53
  1   3   4   5   7   8  13  15  17  19  21  22  27  30  34  37  38  39  40  42  44  46  48  51  52  53  54
  1   2   4   5   6   8   9  15  16  18  20  22  23  31  35  38  39  40  41  42  45  47  49  52  53  54  55
  2   3   5   6   7   9  10  16  17  19  21  23  24  29  32  36  39  40  41  42  43  46  48  50  53  54  55
  3   4   6   7   8  10  11  17  18  20  22  24  25  29  30  33  37  40  41  42  43  44  47  49  51  54  55
  4   5   7   8   9  11  12  18  19  21  23  25  26  29  30  31  34  38  41  42  43  44  45  48  50  52  55
  5   6   8   9  10  12  13  19  20  22  24  26  27  29  30  31  32  35  39  42  43  44  45  46  49  51  53
  1   6   7   9  10  11  13  15  20  21  23  25  27  30  31  32  33  36  40  42  44  45  46  47  50  52  54
  1   2   7   8  10  11  12  15  16  21  22  24  26  31  32  33  34  37  41  42  45  46  47  48  51  53  55
  2   3   8   9  11  12  13  16  17  22  23  25  27  29  32  33  34  35  38  42  43  46  47  48  49  52  54
  1   3   4   9  10  12  13  15  17  18  23  24  26  30  33  34  35  36  39  42  44  47  48  49  50  53  55
 15  16  17  18  19  20  21  22  23  24  25  26  27  29  30  31  32  33  34  35  36  37  38  39  40  41  42
  2   4   5  10  11  13  14  17  20  21  22  23  26  29  31  34  35  36  37  40  43  44  46  47  52  53  55
  1   3   5   6  11  12  14  18  21  22  23  24  27  30  32  35  36  37  38  41  43  44  45  47  48  53  54
  2   4   6   7  12  13  14  15  19  22  23  24  25  29  31  33  36  37  38  39  44  45  46  48  49  54  55
  1   3   5   7   8  13  14  16  20  23  24  25  26  30  32  34  37  38  39  40  43  45  46  47  49  50  55
  1   2   4   6   8   9  14  17  21  24  25  26  27  31  33  35  38  39  40  41  43  44  46  47  48  50  51
  2   3   5   7   9  10  14  15  18  22  25  26  27  29  32  34  36  39  40  41  44  45  47  48  49  51  52
  3   4   6   8  10  11  14  15  16  19  23  26  27  29  30  33  35  37  40  41  45  46  48  49  50  52  53
  4   5   7   9  11  12  14  15  16  17  20  24  27  29  30  31  34  36  38  41  46  47  49  50  51  53  54
  5   6   8  10  12  13  14  15  16  17  18  21  25  29  30  31  32  35  37  39  47  48  50  51  52  54  55
  1   6   7   9  11  13  14  16  17  18  19  22  26  30  31  32  33  36  38  40  43  48  49  51  52  53  55
  1   2   7   8  10  12  14  17  18  19  20  23  27  31  32  33  34  37  39  41  43  44  49  50  52  53  54
  2   3   8   9  11  13  14  15  18  19  20  21  24  29  32  33  34  35  38  40  44  45  50  51  53  54  55
  1   3   4   9  10  12  14  16  19  20  21  22  25  30  33  34  35  36  39  41  43  45  46  51  52  54  55
```

- Lösung 2

```
  1   9  13  14  15  16  17  19  20  21  22  24  26  28  29  37  41  42  43  44  45  47  48  49  50  52  54
  2   7   9  10  13  18  19  21  23  24  25  26  27  28  30  35  37  38  41  46  47  49  51  52  53  54  55
  3   7   8   9  10  11  13  14  15  16  17  25  27  28  31  35  36  37  38  39  41  42  43  44  45  53  55
  4   7   8  10  11  12  13  14  18  19  20  22  24  28  32  35  36  38  39  40  41  42  46  47  48  50  52
  5   7   8  11  12  16  17  21  22  23  24  25  26  28  33  35  36  39  40  44  45  49  50  51  52  53  54
  6   8  12  14  15  16  18  19  20  21  23  25  27  28  34  36  40  42  43  44  46  47  48  49  51  53  55
  2   3   4   5   8  13  14  15  20  23  24  25  26  28  30  31  32  33  36  41  42  43  48  51  52  53  54
  3   4   5   6   7  13  17  19  20  21  22  25  27  28  31  32  33  34  35  41  45  47  48  49  50  53  55
  1   2   3  10  11  12  14  20  21  22  25  26  27  28  29  30  31  38  39  40  42  48  49  50  53  54  55
  2   3   4   9  11  12  16  17  19  20  23  24  27  28  30  31  32  37  39  40  44  45  47  48  51  52  55
  3   4   5   9  10  12  15  16  18  19  22  25  26  28  31  32  33  37  38  40  43  44  46  47  50  53  54
  4   5   6   9  10  11  14  15  21  22  23  24  27  28  32  33  34  37  38  39  42  43  49  50  51  52  55
  1   2   3   4   7   8  15  16  18  21  22  24  27  28  29  30  31  32  35  36  43  44  46  49  50  52  55
  1   3   4   6   8  10  11  13  16  19  21  23  26  28  29  31  32  34  36  38  39  41  44  47  49  51  54
  1   3   6   8   9  10  17  18  20  22  23  24  25  28  29  31  34  36  37  38  45  46  48  50  51  52  53
  1   3   5   6   7   8   9  12  14  19  24  26  27  28  29  31  33  34  35  36  37  40  42  47  52  54  55
  1   3   5   7   9  11  12  13  15  18  20  21  23  28  29  31  33  35  37  39  40  41  43  46  48  49  51
  2   4   6   7   8   9  10  12  15  17  20  21  26  28  30  32  34  35  36  37  38  40  43  45  48  49  54
  1   2   4   6   7   9  12  13  14  16  22  23  25  28  29  30  32  34  35  37  40  41  42  44  50  51  53
  1   4   6  11  12  13  15  17  18  24  25  26  27  28  29  32  34  39  40  41  43  45  46  52  53  54  55
  1   2   5   6   7  10  11  15  16  19  20  24  25  28  29  30  33  34  35  38  39  43  44  47  48  52  53
  1   4   5   7  10  14  16  17  18  20  23  26  27  28  29  32  33  35  38  42  44  45  46  48  51  54  55
  2   5   6   8   9  11  13  16  18  20  22  26  27  28  30  33  34  36  37  39  41  44  46  48  50  54  55
  1   2   4   5   8   9  11  14  17  18  19  21  25  28  29  30  32  33  36  37  39  42  45  46  47  49  53
  2   3   5   6  10  12  13  14  16  17  18  21  24  28  30  31  33  34  38  40  41  42  44  45  46  49  52
  1   2   5   8  10  12  13  15  17  19  22  23  27  28  29  30  33  36  38  40  41  43  45  47  50  51  55
  2   3   6   7  11  14  15  17  18  19  22  23  26  28  30  31  34  35  39  42  43  45  46  47  50  51  54
  1   2   3   4   5   6   7   8   9  10  11  12  13  14  15  16  17  18  19  20  21  22  23  24  25  26  27
  1   9  13  14  15  16  17  19  20  21  22  24  26  30  31  32  33  34  35  36  38  39  40  46  51  53  55
  2   7   9  10  13  18  19  21  23  24  25  26  27  29  31  32  33  34  36  39  40  42  43  44  45  48  50
  3   7   8   9  10  11  13  14  15  16  17  25  27  29  30  32  33  34  40  46  47  48  49  50  51  52  54
  4   7   8  10  11  12  13  14  18  19  20  22  24  29  30  31  33  34  37  43  44  45  49  51  53  54  55
  5   7   8  11  12  16  17  21  22  23  24  25  26  29  30  31  32  34  37  38  41  42  43  46  47  48  55
  6   8  12  14  15  16  18  19  20  21  23  25  27  29  30  31  32  33  35  37  38  39  41  45  50  52  54
  2   3   4   5   8  13  14  15  20  23  24  25  26  29  34  35  37  38  39  40  44  45  46  47  49  50  55
  3   4   5   6   7  13  17  19  20  21  22  25  27  29  30  36  37  38  39  40  42  43  44  46  51  52  54
  1   2   3  10  11  12  14  20  21  22  25  26  27  32  33  34  35  36  37  41  43  44  45  46  47  51  52
  2   3   4   9  11  12  16  17  19  20  23  24  27  29  33  34  35  36  38  41  42  43  46  49  50  53  54
  3   4   5   9  10  12  15  16  18  19  22  25  26  29  30  34  35  36  39  41  42  45  48  49  51  52  55
  4   5   6   9  10  11  14  15  21  22  23  24  27  29  30  31  35  36  40  41  44  45  46  47  48  53  54
  1   2   3   4   7   8  15  16  18  21  22  24  27  33  34  37  38  39  40  41  42  45  47  48  51  53  54
  1   3   4   6   8  10  11  13  16  19  21  23  26  30  33  35  37  40  42  43  45  46  48  50  52  53  55
  1   3   6   8   9  10  17  18  20  22  23  24  25  30  32  33  35  39  40  41  42  43  44  47  49  54  55
  1   3   5   6   7   8   9  12  14  19  24  26  27  30  32  38  39  41  43  44  45  46  48  49  50  51  53
  1   3   5   7   9  11  12  13  15  18  20  21  23  30  32  34  36  38  42  44  45  47  50  52  53  54  55
  2   4   6   7   8   9  10  12  15  17  20  21  26  29  31  33  39  41  42  44  46  47  50  51  52  53  55
  1   2   4   6   7   9  12  13  14  16  22  23  25  31  33  36  38  39  43  45  46  47  48  49  52  54  55
  1   4   6  11  12  13  15  17  18  24  25  26  27  30  31  33  35  36  37  38  42  44  47  48  49  50  51
  1   2   5   6   7  10  11  15  16  19  20  24  25  31  32  36  37  40  41  42  45  46  49  50  51  54  55
  1   4   5   7  10  14  16  17  18  20  23  26  27  30  31  34  36  37  39  40  41  43  47  49  50  52  53
  2   5   6   8   9  11  13  16  18  20  22  26  27  29  31  32  35  38  40  42  43  45  47  49  51  52  53
  1   2   4   5   8   9  11  14  17  18  19  21  25  31  34  35  38  40  41  43  44  48  50  51  52  54  55
  2   3   5   6  10  12  13  14  16  17  18  21  24  29  32  35  36  37  39  43  47  48  50  51  53  54  55
  1   2   5   8  10  12  13  15  17  19  22  23  27  31  32  34  35  37  39  42  44  46  48  49  52  53  54
  2   3   6   7  11  14  15  17  18  19  22  23  26  29  32  33  36  37  38  40  41  44  48  49  52  53  55
```

## Inzidenzmatrix
Dies ist eine Darstellung der Inzidenzmatrix dieses Blockplans; zum Verständnis dieser Matrix siehe diese Veranschaulichung
- Lösung 1

```
O O . O O . . . . O O . O . . O . O O . . . . O O . O O O O . O O . . . . O O . O . . O . O O . . . . O O . O
O O O . O O . . . . O O . . O . O . O O . . . . O O . O O O O . O O . . . . O O . . O . O . O O . . . . O O .
. O O O . O O . . . . O O . . O . O . O O . . . . O O O . O O O . O O . . . . O O . . O . O . O O . . . . O O
O . O O O . O O . . . . O . O . O . O . O O . . . . O O O . O O O . O O . . . . O . O . O . O . O O . . . . O
O O . O O O . O O . . . . . O O . O . O . O O . . . . O O O . O O O . O O . . . . . O O . O . O . O O . . . .
. O O . O O O . O O . . . . . O O . O . O . O O . . . O . O O . O O O . O O . . . . . O O . O . O . O O . . .
. . O O . O O O . O O . . . . . O O . O . O . O O . . O . . O O . O O O . O O . . . . . O O . O . O . O O . .
. . . O O . O O O . O O . . . . . O O . O . O . O O . O . . . O O . O O O . O O . . . . . O O . O . O . O O .
. . . . O O . O O O . O O . . . . . O O . O . O . O O O . . . . O O . O O O . O O . . . . . O O . O . O . O O
O . . . . O O . O O O . O . O . . . . O O . O . O . O O O . . . . O O . O O O . O . O . . . . O O . O . O . O
O O . . . . O O . O O O . . O O . . . . O O . O . O . O O O . . . . O O . O O O . . O O . . . . O O . O . O .
. O O . . . . O O . O O O . . O O . . . . O O . O . O O . O O . . . . O O . O O O . . O O . . . . O O . O . O
O . O O . . . . O O . O O . O . O O . . . . O O . O . O O . O O . . . . O O . O O . O . O O . . . . O O . O .
. . . . . . . . . . . . . . O O O O O O O O O O O O O O . . . . . . . . . . . . . . O O O O O O O O O O O O O
. O . O O . . . . O O . O O . . O . . O O O O . . O . O . O . O O . . . . O O . O O . . O . . O O O O . . O .
O . O . O O . . . . O O . O . . . O . . O O O O . . O O O . O . O O . . . . O O . O . . . O . . O O O O . . O
. O . O . O O . . . . O O O O . . . O . . O O O O . . O . O . O . O O . . . . O O O O . . . O . . O O O O . .
O . O . O . O O . . . . O O . O . . . O . . O O O O . O O . O . O . O O . . . . O O . O . . . O . . O O O O .
O O . O . O . O O . . . . O . . O . . . O . . O O O O O O O . O . O . O O . . . . O . . O . . . O . . O O O O
. O O . O . O . O O . . . O O . . O . . . O . . O O O O . O O . O . O . O O . . . O O . . O . . . O . . O O O
. . O O . O . O . O O . . O O O . . O . . . O . . O O O . . O O . O . O . O O . . O O O . . O . . . O . . O O
. . . O O . O . O . O O . O O O O . . O . . . O . . O O . . . O O . O . O . O O . O O O O . . O . . . O . . O
. . . . O O . O . O . O O O O O O O . . O . . . O . . O . . . . O O . O . O . O O O O O O O . . O . . . O . .
O . . . . O O . O . O . O O . O O O O . . O . . . O . O O . . . . O O . O . O . O O . O O O O . . O . . . O .
O O . . . . O O . O . O . O . . O O O O . . O . . . O O O O . . . . O O . O . O . O . . O O O O . . O . . . O
. O O . . . . O O . O . O O O . . O O O O . . O . . . O . O O . . . . O O . O . O O O . . O O O O . . O . . .
O . O O . . . . O O . O . O . O . . O O O O . . O . . O O . O O . . . . O O . O . O . O . . O O O O . . O . .
O O O O O O O O O O O O O O O O O O O O O O O O O O O . . . . . . . . . . . . . . . . . . . . . . . . . . . .
O O . O O . . . . O O . O . . O . O O . . . . O O . O . . . O . . O O O O . . O . O O . O . . O O O O . . O .
O O O . O O . . . . O O . . O . O . O O . . . . O O . . . . . O . . O O O O . . O O . O . O . . O O O O . . O
. O O O . O O . . . . O O . . O . O . O O . . . . O O . O . . . O . . O O O O . . O O . O . O . . O O O O . .
O . O O O . O O . . . . O . O . O . O . O O . . . . O . . O . . . O . . O O O O . O . O . O . O . . O O O O .
O O . O O O . O O . . . . . O O . O . O . O O . . . . . . . O . . . O . . O O O O O . . O . O . O . . O O O O
. O O . O O O . O O . . . . . O O . O . O . O O . . . . O . . O . . . O . . O O O O O . . O . O . O . . O O O
. . O O . O O O . O O . . . . . O O . O . O . O O . . . O O . . O . . . O . . O O O O O . . O . O . O . . O O
. . . O O . O O O . O O . . . . . O O . O . O . O O . . O O O . . O . . . O . . O O O O O . . O . O . O . . O
. . . . O O . O O O . O O . . . . . O O . O . O . O O . O O O O . . O . . . O . . O O O O O . . O . O . O . .
O . . . . O O . O O O . O . O . . . . O O . O . O . O . . O O O O . . O . . . O . O . O O O O . . O . O . O .
O O . . . . O O . O O O . . O O . . . . O O . O . O . . . . O O O O . . O . . . O O . . O O O O . . O . O . O
. O O . . . . O O . O O O . . O O . . . . O O . O . O . O . . O O O O . . O . . . O O . . O O O O . . O . O .
O . O O . . . . O O . O O . O . O O . . . . O O . O . . . O . . O O O O . . O . . O . O . . O O O O . . O . O
. . . . . . . . . . . . . . O O O O O O O O O O O O O . O O O O O O O O O O O O O O . . . . . . . . . . . . .
. O . O O . . . . O O . O O . . O . . O O O O . . O . . O . O . . O O O O . . O . . O O . O O . . . . O O . O
O . O . O O . . . . O O . O . . . O . . O O O O . . O . . O . O . . O O O O . . O . O O O . O O . . . . O O .
. O . O . O O . . . . O O O O . . . O . . O O O O . . . O . O . O . . O O O O . . . . O O O . O O . . . . O O
O . O . O . O O . . . . O O . O . . . O . . O O O O . . . O . O . O . . O O O O . . O . O O O . O O . . . . O
O O . O . O . O O . . . . O . . O . . . O . . O O O O . . . O . O . O . . O O O O . O O . O O O . O O . . . .
. O O . O . O . O O . . . O O . . O . . . O . . O O O . O . . O . O . O . . O O O . . O O . O O O . O O . . .
. . O O . O . O . O O . . O O O . . O . . . O . . O O . O O . . O . O . O . . O O . . . O O . O O O . O O . .
. . . O O . O . O . O O . O O O O . . O . . . O . . O . O O O . . O . O . O . . O . . . . O O . O O O . O O .
. . . . O O . O . O . O O O O O O O . . O . . . O . . . O O O O . . O . O . O . . . . . . . O O . O O O . O O
O . . . . O O . O . O . O O . O O O O . . O . . . O . . . O O O O . . O . O . O . . O . . . . O O . O O O . O
O O . . . . O O . O . O . O . . O O O O . . O . . . O . . . O O O O . . O . O . O . O O . . . . O O . O O O .
. O O . . . . O O . O . O O O . . O O O O . . O . . . . O . . O O O O . . O . O . . . O O . . . . O O . O O O
O . O O . . . . O O . O . O . O . . O O O O . . O . . . . O . . O O O O . . O . O . O . O O . . . . O O . O O
```

- Lösung 2

```
. O O O O . O . O . O O . . . . . . . O . . . O O O O O . O O O O . O . O .
. O . . . . O . O O . . O . . . . O O . O . O O O O O O . O . . . . O . O O . . O . . . . O O . O . O O O O O
. . O . . . O O O O O . O O O O O . . . . . . . O . O O . . O . . . O O O O O . O O O O O . . . . . . . O . O
. . . O . . O O . O O O O O . . . O O O . O . O . . . O . . . O . . O O . O O O O O . . . O O O . O . O . . .
. . . . O . O O . . O O . . . O O . . . O O O O O O . O . . . . O . O O . . O O . . . O O . . . O O O O O O .
. . . . . O . O . . . O . O O O . O O O O . O . O . O O . . . . . O . O . . . O . O O O . O O O O . O . O . O
. O O O O . . O . . . . O O O . . . . O . . O O O O . O . O O O O . . O . . . . O O O . . . . O . . O O O O .
. . O O O O O . . . . . O . . . O . O O O O . . O . O O . . O O O O O . . . . . O . . . O . O O O O . . O . O
O O O . . . . . . O O O . O . . . . . O O O . . O O O O O O O . . . . . . O O O . O . . . . . O O O . . O O O
. O O O . . . . O . O O . . . O O . O O . . O O . . O O . O O O . . . . O . O O . . . O O . O O . . O O . . O
. . O O O . . . O O . O . . O O . O O . . O . . O O . O . . O O O . . . O O . O . . O O . O O . . O . . O O .
. . . O O O . . O O O . . O O . . . . . O O O O . . O O . . . O O O . . O O O . . O O . . . . . O O O O . . O
O O O O . . O O . . . . . . O O . O . . O O . O . . O O O O O O . . O O . . . . . . O O . O . . O O . O . . O
O . O O . O . O . O O . O . . O . . O . O . O . . O . O O . O O . O . O . O O . O . . O . . O . O . O . . O .
O . O . . O . O O O . . . . . . O O . O . O O O O . . O O . O . . O . O O O . . . . . . O O . O . O O O O . .
O . O . O O O O O . . O . O . . . . O . . . . O . O O O O . O . O O O O O . . O . O . . . . O . . . . O . O O
O . O . O . O . O . O O O . O . . O . O O . O . . . . O O . O . O . O . O . O O O . O . . O . O O . O . . . .
. O . O . O O O O O . O . . O . O . . O O . . . . O . O . O . O . O O O O O . O . . O . O . . O O . . . . O .
O O . O . O O . O . . O O O . O . . . . . O O . O . . O O O . O . O O . O . . O O O . O . . . . . O O . O . .
O . . O . O . . . . O O O . O . O O . . . . . O O O O O O . . O . O . . . . O O O . O . O O . . . . . O O O O
O O . . O O O . . O O . . . O O . . O O . . . O O . . O O O . . O O O . . O O . . . O O . . O O . . . O O . .
O . . O O . O . . O . . . O . O O O . O . . O . . O O O O . . O O . O . . O . . . O . O O O . O . . O . . O O
. O . . O O . O O . O . O . . O . O . O . O . . . O O O . O . . O O . O O . O . O . . O . O . O . O . . . O O
O O . O O . . O O . O . . O . . O O O . O . . . O . . O O O . O O . . O O . O . . O . . O O O . O . . . O . .
. O O . O O . . . O . O O O . O O O . . O . . O . . . O . O O . O O . . . O . O O O . O O O . . O . . O . . .
O O . . O . . O . O . O O . O . O . O . . O O . . . O O O O . . O . . O . O . O O . O . O . O . . O O . . . O
. O O . . O O . . . O . . O O . O O O . . O O . . O . O . O O . . O O . . . O . . O O . O O O . . O O . . O .
O O O O O O O O O O O O O O O O O O O O O O O O O O O . . . . . . . . . . . . . . . . . . . . . . . . . . . .
O . . . . . . . O . . . O O O O O . O O O O . O . O . . . O O O O O O O . O O O . . . . . O . . . . O . O . O
. O . . . . O . O O . . O . . . . O O . O . O O O O O . O . O O O O . O . . O O . O O O O . . O . O . . . . .
. . O . . . O O O O O . O O O O O . . . . . . . O . O . O O . O O O . . . . . O . . . . . O O O O O O O . O .
. . . O . . O O . O O O O O . . . O O O . O . O . . . . O O O . O O . . O . . . . . O O O . . . O . O . O O O
. . . . O . O O . . O O . . . O O . . . O O O O O O . . O O O O . O . . O O . . O O O . . O O O . . . . . . O
. . . . . O . O . . . O . O O O . O O O O . O . O . O . O O O O O . O . O O O . O . . . O . . . . O . O . O .
. O O O O . . O . . . . O O O . . . . O . . O O O O . . O . . . . O O . O O O O . . . O O O O . O O . . . . O
. . O O O O O . . . . . O . . . O . O O O O . . O . O . O O . . . . . O O O O O . O O O . O . . . . O O . O .
O O O . . . . . . O O O . O . . . . . O O O . . O O O . . . . O O O O O O . . . O . O O O O O . . . O O . . .
. O O O . . . . O . O O . . . O O . O O . . O O . . O . O . . . O O O O . O . . O O O . . O . . O O . . O O .
. . O O O . . . O O . O . . O O . O O . . O . . O O . . O O . . . O O O . . O . O O . . O . . O O . O O . . O
. . . O O O . . O O O . . O O . . . . . O O O O . . O . O O O . . . O O . . . O O . . O O O O O . . . . O O .
O O O O . . O O . . . . . . O O . O . . O O . O . . O . . . . . O O . . O O O O O O . . O . O O . . O . O O .
O . O O . O . O . O O . O . . O . . O . O . O . . O . . . O . . O . O . O . . O . O O . O O . O . O . O O . O
O . O . . O . O O O . . . . . . O O . O . O O O O . . . . O . O O . O . . . O O O O O O . . O . O . . . . O O
O . O . O O O O O . . O . O . . . . O . . . . O . O O . . O . O . . . . . O O . O . O O O O . O O O O . O . .
O . O . O . O . O . O O O . O . . O . O O . O . . . . . . O . O . O . O . O . . . O . O O . O . . O . O O O O
. O . O . O O O O O . O . . O . O . . O O . . . . O . . O . O . O . . . . . O . O O . O . O O . . O O O O . O
O O . O . O O . O . . O O O . O . . . . . O O . O . . . . . O . O . . O . O O . . . O . O O O O O . . O . O O
O . . O . O . . . . O O O . O . O O . . . . . O O O O . . O O . O . O O O O . . . O . O . . O O O O O . . . .
O O . . O O O . . O O . . . O O . . O O . . . O O . . . . . O O . . . O O . . O O O . . O O . . O O O . . O O
O . . O O . O . . O . . . O . O O O . O . . O . . O O . . O O . . O . O O . O O O . O . . . O . O O . O O . .
. O . . O O . O O . O . O . . O . O . O . O . . . O O . O . O O . . O . . O . O . O O . O . O . O . O O O . .
O O . O O . . O O . O . . O . . O O O . O . . . O . . . . . O . . O O . . O . O O . O O . . . O . O O O . O O
. O O . O O . . . O . O O O . O O O . . O . . O . . . . O . . O . . O O O . O . . . O . . . O O . O O . O O O
O O . . O . . O . O . O O . O . O . O . . O O . . . O . . . O O . O O . O . O . . O . O . O . O O . . O O O .
. O O . . O O . . . O . . O O . O O O . . O O . . O . . O . . O O . . O O O . O O . . O . . . O O . . O O . O
```

## Oval
Ein Oval des Blockplans ist eine Menge seiner Punkte, von welcher keine drei auf einem Block liegen. Hier ist ein Beispiel eines Ovals maximaler Ordnung für jede Lösung dieses Blockplans:
- Lösung 1

```
  1   2
```

- Lösung 2

```
  1   2
```